# Psammocora stellata
Psammocora stellata är en korallart som beskrevs av Addison Emery Verrill 1866. Psammocora stellata ingår i släktet Psammocora och familjen Siderastreidae. IUCN kategoriserar arten globalt som sårbar. Inga underarter finns listade i Catalogue of Life.